# OK Calculator
Ok Calculator  é uma coleção demo do grupo americano Avant-Garde de Indie rock TV on the Radio, criada em 2002. O título do álbum é uma alusão ao terceiro disco do grupo de Rock alternativo britânico Radiohead, OK Computer'.

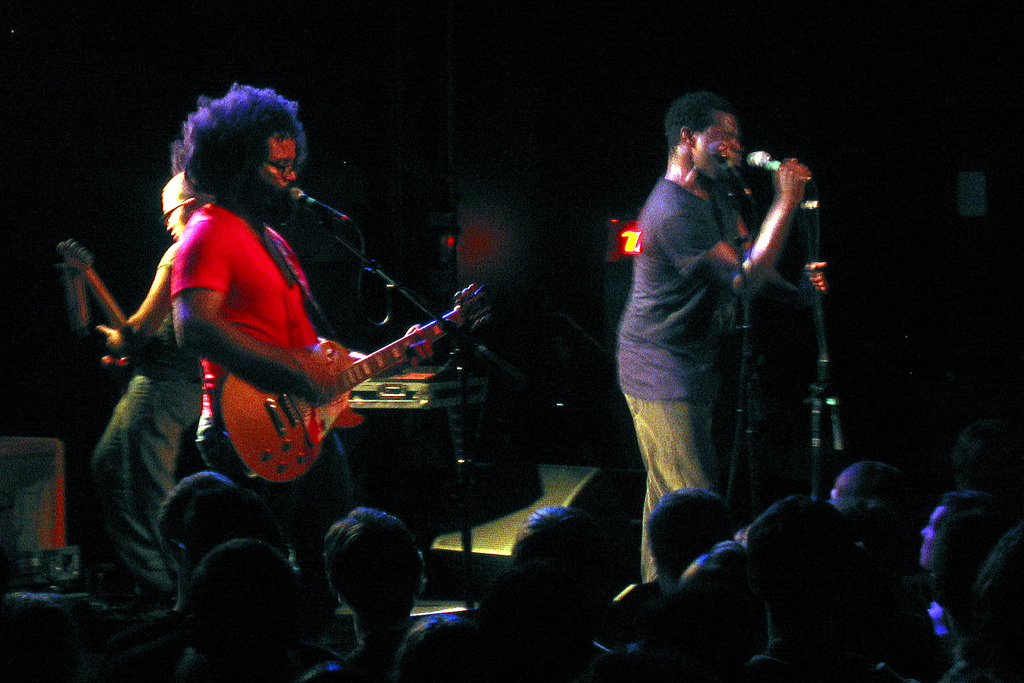
Banda em atuação.

## Origens
| “ | Nós fizemos o Ok Calculator e simplesmente deixamos alguns CDs em cafés e diferentes locais. Apenas 24 trilhas do material. E agora está online. Nós vendemos alguns deles em nossa primeira excursão, um par, mas por outro lado o queimador de CD quebrou, etc. Na Internet alguém julgou o álbum como "extremamente raro e magnífico", e eu sentando quis perguntar "Você está me zoando?", sim, é raro porque nós somos limitados na questão de público, e gravamos meio que para nós mesmos, mas não é magnífico (risos). Eu seria a primeira pessoa a dizer isso à pessoa que comentou. Há mais chiado nesse disco do que músicas em si, e é divertido, eu o amo, mas não chamaria de magnífico. | ” |

## Faixas
1. "Freeway" – 2:19
2. "Say You Do" (Amostras de Raymond Scott's "Night and Day") – 5:19
3. "Pulse of Pete" – 3:36
4. "Me - I" – 3:20
5. "Buffalo Girls" – 2:58
6. "Ending of a Show" – 1:09
7. "Hurt You" – 6:28
8. "Netti Fritti" – 5:14
9. "Yr God" – 2:35
10. "On a Train" – 16:07
11. "Sheba Baby" – 3:56
12. "Y King" – 2:43
13. "Aim to Please" – 3:07
14. "Bicycles Are Red Hot" – 3:57
15. "Los Mataban" – 3:00
16. "Robots" – 3:10
17. "Doing My Duty" – 5:52
18. "Untitled" – 0:06

As trilhas "Freeway" e "On a Train" reapareceram mais tarde em 2004 7" e no CD single "Staring at the Sun".